# 皮爾斯頓 (印第安納州)
皮爾斯頓（英語：Pierceton）是一個位於美國印地安納州科西阿斯科縣的城鎮。

## 人口
根據2010年美國人口普查的數據，皮爾斯頓的面積為3.23平方千米，當中陸地面積為3.23平方千米，而水域面積為0.00平方千米。當地共有人口1015人，而人口密度為每平方千米314人。